# Metamatematik
Metamatematik är studiet av matematiken själv genom matematiska metoder. Detta studium resulterar i metateorier, som i detta sammanhang innebär matematiska teorier om andra matematiska teorier. Metamatematiska metateorem om matematik differentierades ursprungligen från vanliga matematiska teorem under 1800-talet, för att ge fokus åt vad som då kallades matematikens fundamentskris. Richards paradox gällande "definitioner" av reella tal i engelska språket är ett exempel på den typ av kontradiktioner som lätt kan uppstå om man inte tar hänsyn till skillnaden mellan matematik och metamatematik. Termen "metamatematik" används ibland som synonym för vissa elementära delar av logik.
Metamatematik var nära förknippat med matematisk logik, vilket gör att de två disciplinernas historia under 1800- och 1900-talet till stor del överlappar varandra. Under senare tid har matematisk logik ofta inbegripit studiet av ren matematik, såsom mängdteori, rekursionsteori och ren modellteori, som inte är direkt relaterade till metamatematik. Seriös metamatematisk reflektion startade med Gottlob Frege, och den förste som använde termen regelbundet var David Hilbert. Andra viktiga gestalter i gebitet är Bertrand Russell, Thoralf Skolem, Emil Post, Alonzo Church, Stephen Kleene, Willard Quine, Paul Benacerraf, Hilary Putnam, Gregory Chaitin, Alfred Tarski och Kurt Gödel. Den främsta bedriften inom metamatematik och matematikens filosofi är troligen den sistnämndes ofullständighetssats.